# 氟三氯硅烷
氟三氯硅烷是一种无机化合物，化学式为SiCl3F。它可由四氯化硅和三氟化锑在五氯化锑或氯气的催化下反应得到，该反应也会产生硅的其它氟氯化物；四氯化硅和氟化铵长时间回流，也有氟三氯硅烷生成，反应的另一产物是四氟化硅。它可以和二甲胺反应，得到三(二甲氨基)氟化硅。